# Motorrad-Weltmeisterschaft 2003
Die Motorrad-WM-Saison 2003 war die 55. in der Geschichte der FIM-Motorrad-Straßenweltmeisterschaft.
In allen Klassen wurden 16 Rennen ausgetragen.

## Punkteverteilung
Weltmeister wird derjenige Fahrer beziehungsweise der Hersteller, der bis zum Saisonende die meisten Punkte in der Weltmeisterschaft angesammelt hat. Bei der Punkteverteilung werden die Platzierungen im Gesamtergebnis des jeweiligen Rennens berücksichtigt. Die fünfzehn erstplatzierten Fahrer jedes Rennens erhalten Punkte nach folgendem Schema:
| Punkteverteilung | Punkteverteilung | Punkteverteilung | Punkteverteilung | Punkteverteilung | Punkteverteilung | Punkteverteilung | Punkteverteilung | Punkteverteilung | Punkteverteilung | Punkteverteilung | Punkteverteilung | Punkteverteilung | Punkteverteilung | Punkteverteilung | Punkteverteilung |
| ---------------- | ---------------- | ---------------- | ---------------- | ---------------- | ---------------- | ---------------- | ---------------- | ---------------- | ---------------- | ---------------- | ---------------- | ---------------- | ---------------- | ---------------- | ---------------- |
| Platz            | 1                | 2                | 3                | 4                | 5                | 6                | 7                | 8                | 9                | 10               | 11               | 12               | 13               | 14               | 15               |
| Punkte           | 25               | 20               | 16               | 13               | 11               | 10               | 9                | 8                | 7                | 6                | 5                | 4                | 3                | 2                | 1                |

In die Wertung kamen alle erzielten Resultate.

## MotoGP-Klasse

### Rennergebnisse
|    | Datum  | Rennen                 | Strecke        | Platz 1         | Platz 2         | Platz 3         | Pole-Position   | Schn. Rennrunde | Gesamtführender Fahrer | Gesamtführendes Team | Gesamtführender Konstrukteur |
| -- | ------ | ---------------------- | -------------- | --------------- | --------------- | --------------- | --------------- | --------------- | ---------------------- | -------------------- | ---------------------------- |
| 1  | 06.04. | GP von Japan           | Suzuka         | Valentino Rossi | Max Biaggi      | Loris Capirossi | Valentino Rossi | Valentino Rossi | Valentino Rossi        | Repsol Honda Team    | Honda                        |
| 2  | 27.04. | GP von Südafrika       | Welkom         | Sete Gibernau   | Valentino Rossi | Max Biaggi      | Sete Gibernau   | Valentino Rossi | Valentino Rossi        | Repsol Honda Team    | Honda                        |
| 3  | 11.05. | GP von Spanien         | Jerez          | Valentino Rossi | Max Biaggi      | Troy Bayliss    | Loris Capirossi | Valentino Rossi | Valentino Rossi        | Repsol Honda Team    | Honda                        |
| 4  | 25.05. | GP von Frankreich      | Le Mans        | Sete Gibernau   | Valentino Rossi | Alex Barros     | Valentino Rossi | Noriyuki Haga   | Valentino Rossi        | Repsol Honda Team    | Honda                        |
| 5  | 08.06. | GP von Italien         | Mugello        | Valentino Rossi | Loris Capirossi | Max Biaggi      | Valentino Rossi | Loris Capirossi | Valentino Rossi        | Repsol Honda Team    | Honda                        |
| 6  | 15.06. | GP von Katalonien      | Barcelona      | Loris Capirossi | Valentino Rossi | Sete Gibernau   | Valentino Rossi | Valentino Rossi | Valentino Rossi        | Repsol Honda Team    | Honda                        |
| 7  | 28.06. | 73. Dutch TT           | Assen          | Sete Gibernau   | Max Biaggi      | Valentino Rossi | Loris Capirossi | Sete Gibernau   | Valentino Rossi        | Repsol Honda Team    | Honda                        |
| 8  | 13.07. | GP von Großbritannien  | Donington      | Max Biaggi      | Sete Gibernau   | Valentino Rossi | Max Biaggi      | Valentino Rossi | Valentino Rossi        | Repsol Honda Team    | Honda                        |
| 9  | 27.07. | 67. GP von Deutschland | Sachsenring    | Sete Gibernau   | Valentino Rossi | Troy Bayliss    | Max Biaggi      | Max Biaggi      | Valentino Rossi        | Repsol Honda Team    | Honda                        |
| 10 | 17.08. | GP von Tschechien      | Brünn          | Valentino Rossi | Sete Gibernau   | Troy Bayliss    | Valentino Rossi | Valentino Rossi | Valentino Rossi        | Repsol Honda Team    | Honda                        |
| 11 | 07.09. | GP von Portugal        | Estoril        | Valentino Rossi | Max Biaggi      | Loris Capirossi | Loris Capirossi | Valentino Rossi | Valentino Rossi        | Repsol Honda Team    | Honda                        |
| 12 | 20.09. | GP von Rio de Janeiro  | Jacarepagua    | Valentino Rossi | Sete Gibernau   | Makoto Tamada   | Valentino Rossi | Valentino Rossi | Valentino Rossi        | Repsol Honda Team    | Honda                        |
| 13 | 05.10. | GP des Pazifiks        | Motegi         | Max Biaggi      | Valentino Rossi | Nicky Hayden    | Max Biaggi      | Valentino Rossi | Valentino Rossi        | Repsol Honda Team    | Honda                        |
| 14 | 12.10. | GP von Malaysia        | Sepang         | Valentino Rossi | Sete Gibernau   | Max Biaggi      | Valentino Rossi | Valentino Rossi | Valentino Rossi        | Repsol Honda Team    | Honda                        |
| 15 | 19.10. | GP von Australien      | Phillip Island | Valentino Rossi | Loris Capirossi | Nicky Hayden    | Valentino Rossi | Valentino Rossi | Valentino Rossi        | Repsol Honda Team    | Honda                        |
| 16 | 02.11. | GP von Valencia        | Valencia       | Valentino Rossi | Sete Gibernau   | Loris Capirossi | Valentino Rossi | Valentino Rossi | Valentino Rossi        | Repsol Honda Team    | Honda                        |

### Fahrerwertung
| 1  | Valentino Rossi | Honda   | 357 |
| 2  | Sete Gibernau   | Honda   | 277 |
| 3  | Max Biaggi      | Honda   | 228 |
| 4  | Loris Capirossi | Ducati  | 177 |
| 5  | Nicky Hayden    | Honda   | 130 |
| 6  | Troy Bayliss    | Ducati  | 128 |
| 7  | Carlos Checa    | Yamaha  | 123 |
| 8  | Tōru Ukawa      | Honda   | 123 |
| 9  | Alex Barros     | Yamaha  | 101 |
| 10 | Shin’ya Nakano  | Yamaha  | 101 |
| 11 | Makoto Tamada   | Honda   | 87  |
| 12 | Olivier Jacque  | Yamaha  | 71  |
| 13 | Colin Edwards   | Aprilia | 62  |

| 14 | Noriyuki Haga     | Aprilia   | 47 |
| 15 | Marco Melandri    | Yamaha    | 45 |
| 16 | Norick Abe        | Yamaha    | 31 |
| 17 | John Hopkins      | Suzuki    | 29 |
| 18 | Jeremy McWilliams | Proton KR | 27 |
| 19 | Kenny Roberts jr. | Suzuki    | 22 |
| 20 | Ryūichi Kiyonari  | Honda     | 22 |
| 21 | Nobuatsu Aoki     | Proton KR | 19 |
| 22 | Garry McCoy       | Kawasaki  | 11 |
| 23 | Alex Hofmann      | Kawasaki  | 8  |
| 24 | Akira Ryō         | Suzuki    | 6  |
| 25 | Yukio Kagayama    | Suzuki    | 4  |
| 26 | Andrew Pitt       | Kawasaki  | 4  |

### Konstrukteurswertung
| 1 | Honda    | 395 |
| 2 | Ducati   | 222 |
| 3 | Yamaha   | 173 |
| 4 | Aprilia  | 81  |
| 5 | Suzuki   | 43  |
| 6 | Proton   | 38  |
| 7 | Kawasaki | 19  |

### Teamwertung
| 1  | Honda Repsol              | 487 |
| 2  | Camel Pramac Pons         | 351 |
| 3  | Ducati Marlboro Team      | 305 |
| 4  | Telefonica MoviStar Honda | 299 |
| 5  | Fortuna Yamaha Team       | 188 |
| 6  | Gauloises Yamaha Team     | 172 |
| 7  | Alice Aprilia Racing      | 109 |
| 8  | D’Antin Yamaha Team       | 101 |
| 9  | Pramac Honda              | 87  |
| 10 | Suzuki Grand Prix Team    | 55  |
| 11 | Proton Team KR            | 46  |
| 12 | Kawasaki Racing Team      | 15  |

## 250-cm³-Klasse

### Rennergebnisse
|    | Datum  | Rennen                 | Strecke        | Platz 1         | Platz 2         | Platz 3          | Pole-Position   | Schn. Rennrunde | Gesamtführender Fahrer | Gesamtführender Konstrukteur |
| -- | ------ | ---------------------- | -------------- | --------------- | --------------- | ---------------- | --------------- | --------------- | ---------------------- | ---------------------------- |
| 1  | 06.04. | GP von Japan           | Suzuka         | Manuel Poggiali | Hiroshi Aoyama  | Yūki Takahashi   | Hiroshi Aoyama  | Hiroshi Aoyama  | Manuel Poggiali        | Aprilia                      |
| 2  | 27.04. | GP von Südafrika       | Welkom         | Manuel Poggiali | Randy De Puniet | Franco Battaini  | Randy De Puniet | Manuel Poggiali | Manuel Poggiali        | Aprilia                      |
| 3  | 11.05. | GP von Spanien         | Jerez          | Toni Elías      | Roberto Rolfo   | Randy De Puniet  | Randy De Puniet | Manuel Poggiali | Manuel Poggiali        | Aprilia                      |
| 4  | 25.05. | GP von Frankreich      | Le Mans        | Toni Elías      | Randy De Puniet | Roberto Rolfo    | Manuel Poggiali | Randy De Puniet | Manuel Poggiali        | Aprilia                      |
| 5  | 08.06. | GP von Italien         | Mugello        | Manuel Poggiali | Fonsi Nieto     | Franco Battaini  | Randy De Puniet | Randy De Puniet | Manuel Poggiali        | Aprilia                      |
| 6  | 15.06. | GP von Katalonien      | Barcelona      | Randy De Puniet | Fonsi Nieto     | Anthony West     | Randy De Puniet | Manuel Poggiali | Manuel Poggiali        | Aprilia                      |
| 7  | 28.06. | 73. Dutch TT           | Assen          | Anthony West    | Franco Battaini | Sylvain Guintoli | Manuel Poggiali | Franco Battaini | Manuel Poggiali        | Aprilia                      |
| 8  | 13.07. | GP von Großbritannien  | Donington      | Fonsi Nieto     | Manuel Poggiali | Anthony West     | Fonsi Nieto     | Manuel Poggiali | Manuel Poggiali        | Aprilia                      |
| 9  | 27.07. | 67. GP von Deutschland | Sachsenring    | Roberto Rolfo   | Fonsi Nieto     | Randy De Puniet  | Sebastián Porto | Fonsi Nieto     | Manuel Poggiali        | Aprilia                      |
| 10 | 17.08. | GP von Tschechien      | Brünn          | Randy De Puniet | Toni Elías      | Manuel Poggiali  | Manuel Poggiali | Toni Elías      | Manuel Poggiali        | Aprilia                      |
| 11 | 07.09. | GP von Portugal        | Estoril        | Toni Elías      | Manuel Poggiali | Randy De Puniet  | Toni Elías      | Manuel Poggiali | Manuel Poggiali        | Aprilia                      |
| 12 | 20.09. | GP von Rio de Janeiro  | Jacarepagua    | Manuel Poggiali | Roberto Rolfo   | Randy De Puniet  | Toni Elías      | Manuel Poggiali | Manuel Poggiali        | Aprilia                      |
| 13 | 05.10. | GP des Pazifiks        | Motegi         | Toni Elías      | Roberto Rolfo   | Manuel Poggiali  | Toni Elías      | Toni Elías      | Manuel Poggiali        | Aprilia                      |
| 14 | 12.10. | GP von Malaysia        | Sepang         | Toni Elías      | Manuel Poggiali | Fonsi Nieto      | Toni Elías      | Toni Elías      | Manuel Poggiali        | Aprilia                      |
| 15 | 19.10. | GP von Australien      | Phillip Island | Roberto Rolfo   | Anthony West    | Fonsi Nieto      | Toni Elías      | Jaroslav Huleš  | Manuel Poggiali        | Aprilia                      |
| 16 | 02.11. | GP von Valencia        | Valencia       | Randy De Puniet | Toni Elías      | Manuel Poggiali  | Randy De Puniet | Toni Elías      | Manuel Poggiali        | Aprilia                      |

### Fahrerwertung
| 1  | Manuel Poggiali  | Aprilia | 249 |
| 2  | Roberto Rolfo    | Honda   | 235 |
| 3  | Toni Elías       | Aprilia | 226 |
| 4  | Randy De Puniet  | Aprilia | 208 |
| 5  | Fonsi Nieto      | Aprilia | 194 |
| 6  | Franco Battaini  | Aprilia | 148 |
| 7  | Anthony West     | Aprilia | 145 |
| 8  | Sebastián Porto  | Honda   | 127 |
| 9  | Naoki Matsudo    | Yamaha  | 119 |
| 10 | Sylvain Guintoli | Aprilia | 101 |
| 11 | Alex Debón       | Honda   | 81  |
| 12 | Joan Olivé       | Aprilia | 38  |
| 13 | Héctor Faubel    | Aprilia | 34  |
| 14 | Chaz Davies      | Aprilia | 33  |
| 15 | Hiroshi Aoyama   | Honda   | 31  |
| 16 | Erwan Nigon      | Aprilia | 30  |
| 17 | Alex Baldolini   | Aprilia | 30  |

| 18 | Yūki Takahashi   | Honda          | 29 |
| 19 | Eric Bataille    | Honda          | 20 |
| 20 | Johan Stigefelt  | Aprilia        | 26 |
| 21 | Dirk Heidolf     | Aprilia        | 26 |
| 22 | Christian Gemmel | Honda          | 24 |
| 23 | Hugo Marchand    | Aprilia        | 24 |
| 24 | Jakub Smrž       | Honda          | 14 |
| 25 | Jaroslav Huleš   | Yamaha / Honda | 10 |
| 26 | Tekkyū Kayō      | Yamaha         | 7  |
| 27 | Choujun Kameya   | Honda          | 6  |
| 28 | Jay Vincent      | Aprilia        | 5  |
| 29 | Klaus Nöhles     | Aprilia        | 5  |
| 30 | Lukáš Pešek      | Yamaha         | 4  |
| 31 | Max Neukirchner  | Honda          | 1  |
|    | Masaki Tokudome  | Yamaha         | 1  |
|    | Radomil Rous     | Aprilia        | 1  |

### Konstrukteurswertung
| 1 | Aprilia | 390 |
| 2 | Honda   | 252 |
| 3 | Yamaha  | 119 |

## 125-cm³-Klasse

### Rennergebnisse
|    | Datum  | Rennen                 | Strecke        | Platz 1           | Platz 2           | Platz 3          | Pole-Position    | Schn. Rennrunde   | Gesamtführender Fahrer | Gesamtführender Konstrukteur |
| -- | ------ | ---------------------- | -------------- | ----------------- | ----------------- | ---------------- | ---------------- | ----------------- | ---------------------- | ---------------------------- |
| 1  | 06.04. | GP von Japan           | Suzuka         | Stefano Perugini  | Mirko Giansanti   | Steve Jenkner    | Alex De Angelis  | Stefano Perugini  | Stefano Perugini       | Aprilia                      |
| 2  | 27.04. | GP von Südafrika       | Welkom         | Dani Pedrosa      | Andrea Dovizioso  | Steve Jenkner    | Yōichi Ui        | Dani Pedrosa      | Dani Pedrosa           | Aprilia                      |
| 3  | 11.05. | GP von Spanien         | Jerez          | Lucio Cecchinello | Steve Jenkner     | Alex De Angelis  | Pablo Nieto      | Stefano Perugini  | Steve Jenkner          | Aprilia                      |
| 4  | 25.05. | GP von Frankreich      | Le Mans        | Dani Pedrosa      | Lucio Cecchinello | Andrea Dovizioso | Andrea Dovizioso | Dani Pedrosa      | Dani Pedrosa           | Aprilia                      |
| 5  | 08.06. | GP von Italien         | Mugello        | Lucio Cecchinello | Dani Pedrosa      | Pablo Nieto      | Casey Stoner     | Gino Borsoi       | Lucio Cecchinello      | Aprilia                      |
| 6  | 15.06. | GP von Katalonien      | Barcelona      | Dani Pedrosa      | Thomas Lüthi      | Alex De Angelis  | Pablo Nieto      | Casey Stoner      | Dani Pedrosa           | Aprilia                      |
| 7  | 28.06. | 73. Dutch TT           | Assen          | Steve Jenkner     | Pablo Nieto       | Héctor Barberá   | Dani Pedrosa     | Héctor Barberá    | Dani Pedrosa           | Aprilia                      |
| 8  | 13.07. | GP von Großbritannien  | Donington      | Héctor Barberá    | Andrea Dovizioso  | Stefano Perugini | Stefano Perugini | Lucio Cecchinello | Dani Pedrosa           | Aprilia                      |
| 9  | 27.07. | 67. GP von Deutschland | Sachsenring    | Stefano Perugini  | Casey Stoner      | Alex De Angelis  | Stefano Perugini | Pablo Nieto       | Dani Pedrosa           | Aprilia                      |
| 10 | 17.08. | GP von Tschechien      | Brünn          | Dani Pedrosa      | Stefano Perugini  | Alex De Angelis  | Alex De Angelis  | Lucio Cecchinello | Dani Pedrosa           | Aprilia                      |
| 11 | 07.09. | GP von Portugal        | Estoril        | Pablo Nieto       | Héctor Barberá    | Alex De Angelis  | Alex De Angelis  | Héctor Barberá    | Dani Pedrosa           | Aprilia                      |
| 12 | 20.09. | GP von Rio de Janeiro  | Jacarepagua    | Jorge Lorenzo     | Casey Stoner      | Alex De Angelis  | Dani Pedrosa     | Dani Pedrosa      | Dani Pedrosa           | Aprilia                      |
| 13 | 05.10. | GP des Pazifiks        | Motegi         | Héctor Barberá    | Casey Stoner      | Andrea Dovizioso | Dani Pedrosa     | Jorge Lorenzo     | Dani Pedrosa           | Aprilia                      |
| 14 | 12.10. | GP von Malaysia        | Sepang         | Dani Pedrosa      | Mika Kallio       | Jorge Lorenzo    | Jorge Lorenzo    | Casey Stoner      | Dani Pedrosa           | Aprilia                      |
| 15 | 19.10. | GP von Australien      | Phillip Island | Andrea Ballerini  | Masao Azuma       | Steve Jenkner    | Stefano Perugini | Andrea Ballerini  | Dani Pedrosa           | Aprilia                      |
| 16 | 02.11. | GP von Valencia        | Valencia       | Casey Stoner      | Steve Jenkner     | Héctor Barberá   | Alex De Angelis  | Steve Jenkner     | Dani Pedrosa           | Aprilia                      |

### Fahrerwertung
| 1  | Dani Pedrosa      | Honda            | 223 |
| 2  | Alex De Angelis   | Aprilia          | 166 |
| 3  | Héctor Barberá    | Aprilia          | 164 |
| 4  | Stefano Perugini  | Aprilia          | 162 |
| 5  | Andrea Dovizioso  | Honda            | 157 |
| 6  | Steve Jenkner     | Aprilia          | 151 |
| 7  | Pablo Nieto       | Aprilia          | 148 |
| 8  | Casey Stoner      | Aprilia          | 125 |
| 9  | Lucio Cecchinello | Aprilia          | 112 |
| 10 | Mirko Giansanti   | Aprilia          | 93  |
| 11 | Mika Kallio       | Honda / KTM      | 88  |
| 12 | Jorge Lorenzo     | Derbi            | 79  |
| 13 | Yōichi Ui         | Aprilia / Gilera | 76  |
| 14 | Gábor Talmácsi    | Aprilia          | 70  |
| 15 | Thomas Lüthi      | Honda            | 68  |
| 16 | Masao Azuma       | Honda            | 64  |

| 17 | Gino Borsoi       | Aprilia         | 54 |
| 18 | Arnaud Vincent    | KTM / Aprilia   | 39 |
| 19 | Simone Corsi      | Honda           | 32 |
| 20 | Álvaro Bautista   | Aprilia         | 31 |
|    | Marco Simoncelli  | Aprilia         | 31 |
| 22 | Andrea Ballerini  | Gilera / Honda  | 25 |
|    | Gioele Pellino    | Aprilia         | 25 |
| 24 | Roberto Locatelli | KTM             | 18 |
| 25 | Fabrizio Lai      | Malaguti        | 10 |
| 26 | Robbin Harms      | Aprilia         | 8  |
| 27 | Stefano Bianco    | Gilera          | 7  |
| 28 | Mike Di Meglio    | Aprilia / Honda | 5  |
| 29 | Julián Simón      | Malaguti        | 4  |
| 30 | Max Sabbatani     | Aprilia         | 3  |
| 31 | Emilio Alzamora   | Derbi           | 2  |

### Konstrukteurswertung
| 1 | Aprilia | 343 |
| 2 | Honda   | 286 |
| 3 | Derbi   | 79  |
| 4 | KTM     | 73  |
| 5 | Gilera  | 11  |